# Torpedinidae
Famille
Les Torpedinidae constituent une famille de raies de l'ordre des Torpediniformes, capables de produire de l'électricité comme moyen de défense ou de prédation.

## Liste des genres
Selon FishBase, ITIS, NCBI et World Register of Marine Species (12 février 2014), cette famille ne contient qu'un seul genre :
- genre Torpedo Houttuyn, 1764

Paleobiology Database (12 février 2014) décrit cependant un autre genre, éteint : Eotorpedo.

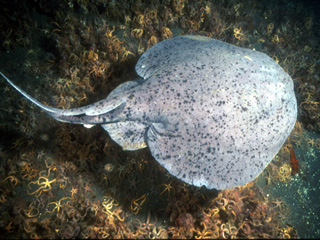
Torpedo californica
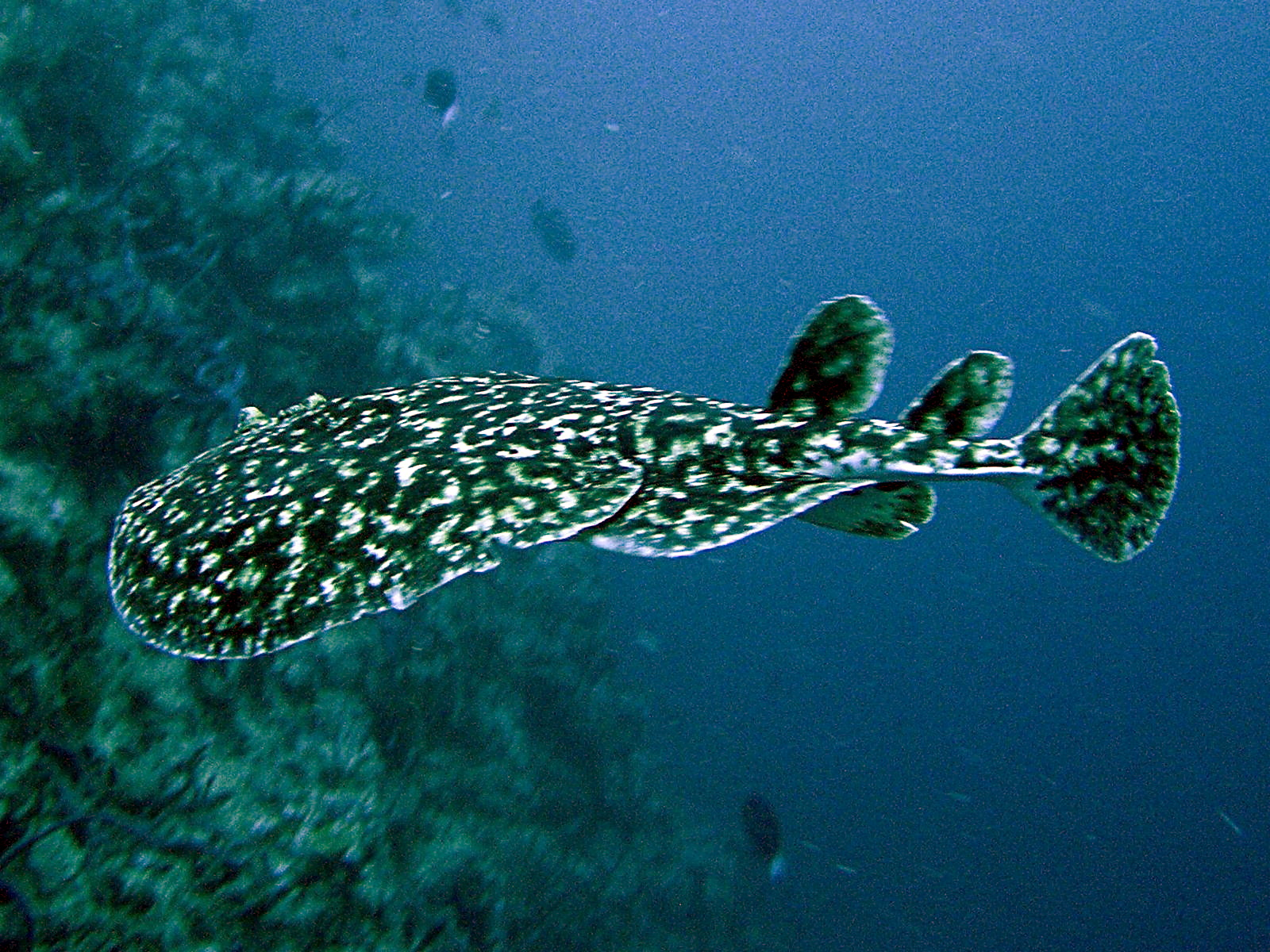
Torpedo fuscomaculata
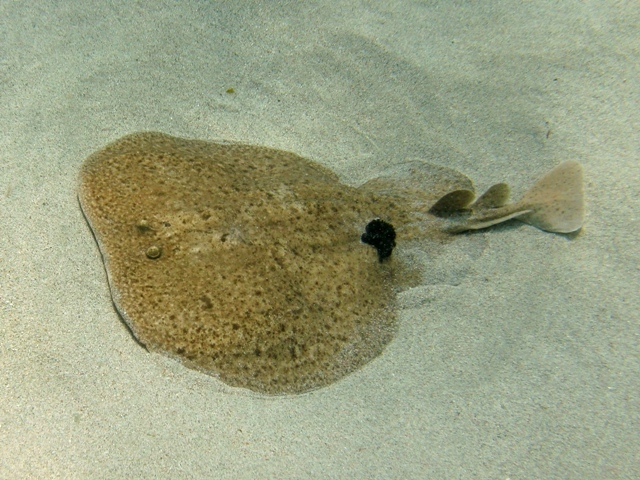
Torpedo marmorata
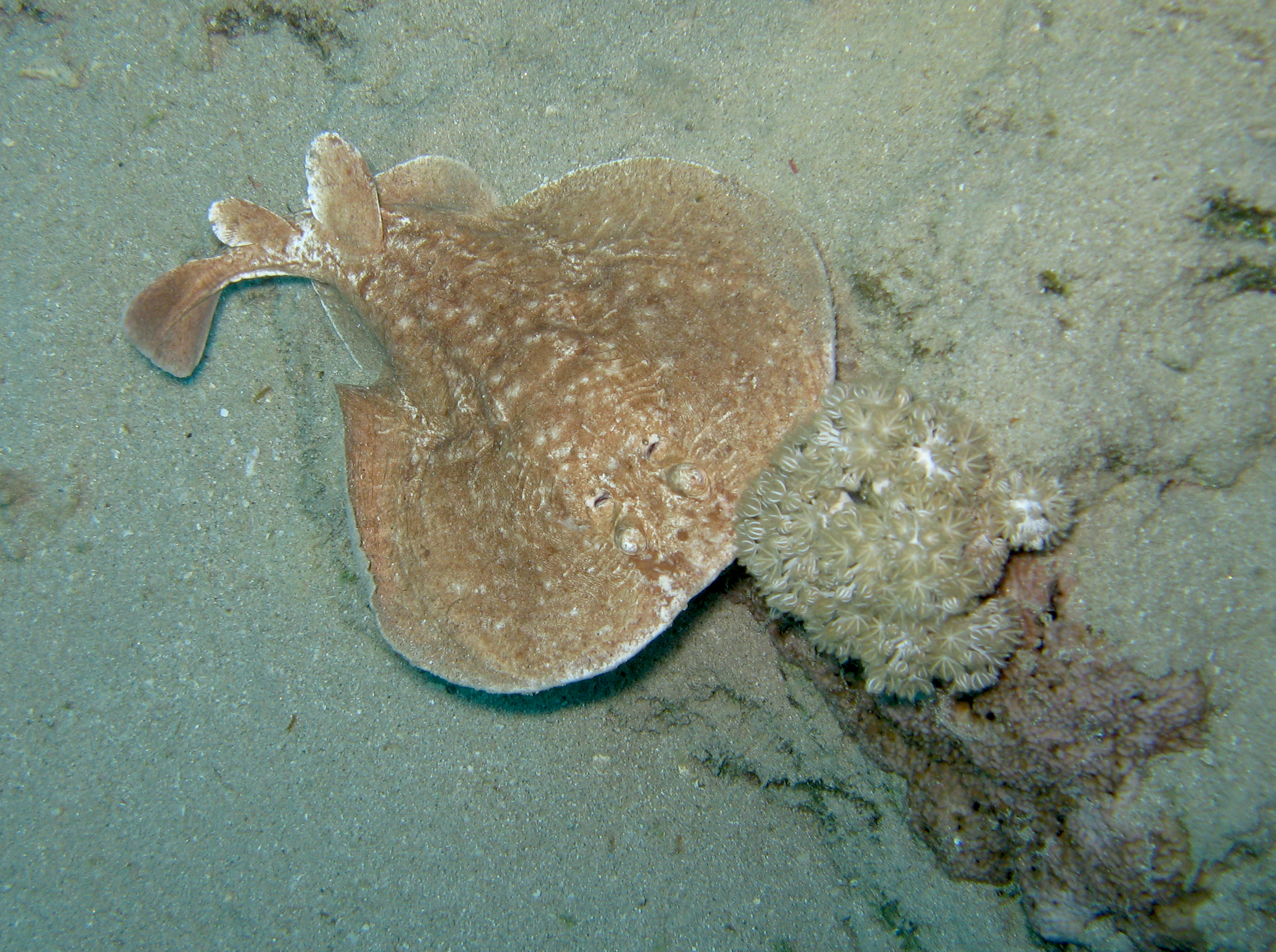
Torpedo panthera
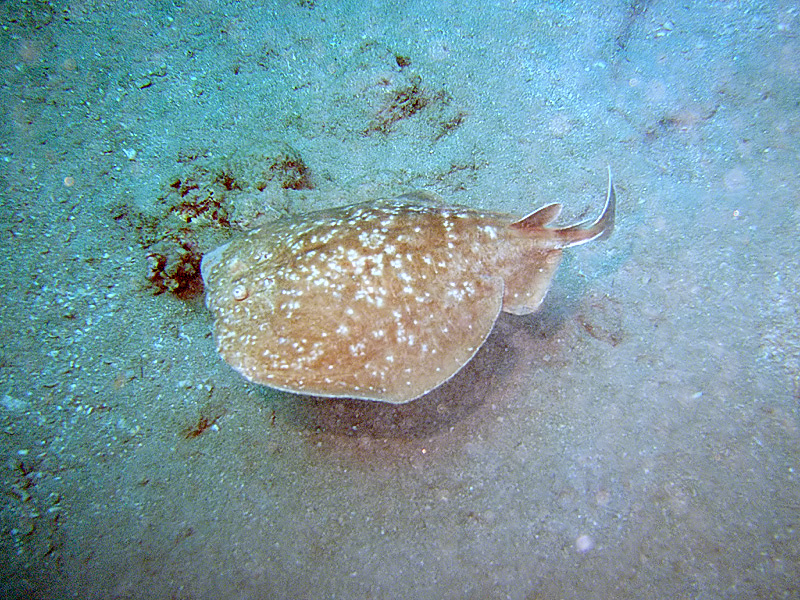
Torpedo sinuspersici
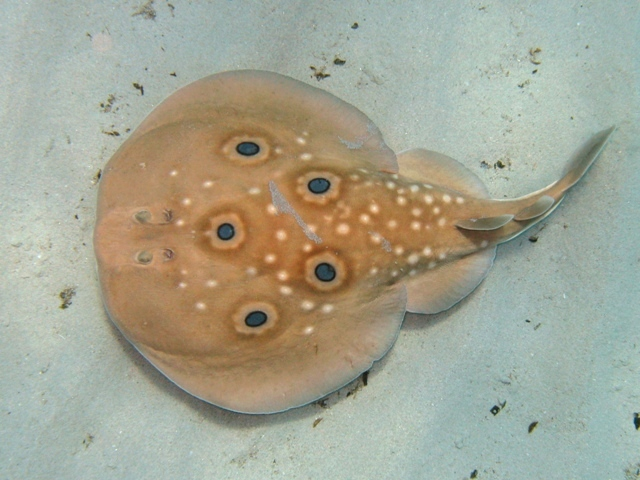
Torpedo torpedo